# Университет Линкольна (Новая Зеландия)
Университе́т Ли́нкольна (англ. Lincoln University, маори Te Whare Wanaka o Aoraki) — университет Новой Зеландии, расположенный в городе Линкольн. Университет был образован в 1990 году, когда Колледж Линкольна отделился от Университета Кентербери. В Университете преподаются: сельское хозяйство, предпринимательство, информационные технологии, инженерное дело, экология, пищевая промышленность, лесное хозяйство, растениеводство, домоводство, ландшафтный дизайн, планирование маори, имущественные отношения, туризм, транспорт, виноделие, наука.
В Университете Линкольна обучаются студенты из более чем 60 стран. Основной университетский городок, занимающий площадь около 50 га, расположен в 15 км от Крайстчерча, в Линкольне (регион Кентербери).
21 августа 2018 года университеты Линкольна и Кентербери объявили о предстоящем слиянии, подписав меморандум о взаимопонимании (англ. Memorandum of Understanding).

## История

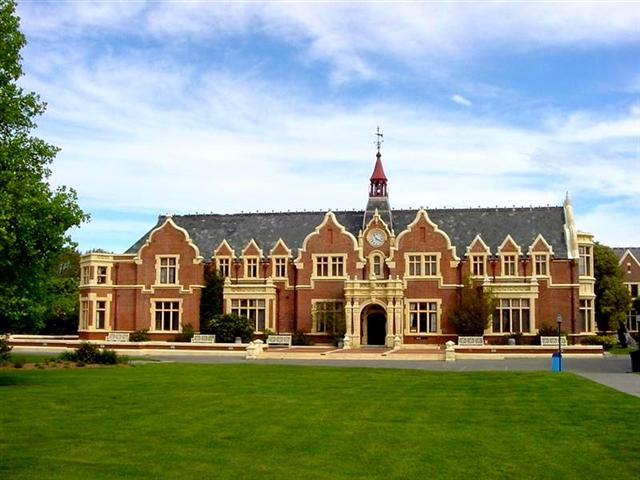
Иви-холл (Ivey Hall), Университет Линкольна

История Университета Линкольна начинается с 1878 года, когда была образована Сельскохозяйственная школа. С 1896 по 1961 годы учебное заведение называлось «Сельскохозяйственный колледж Кентербери» и входило в состав Университета Новой Зеландии до его расформирования. С 1961 по 1990 годы он назывался Колледж Линкольна и входил в состав Университета Кентербери. В 1990 году колледж стал независимым учебным заведением и стал называться Университет Линкольна. Это старейший сельскохозяйственный институт в южном полушарии и всё ещё самый маленький университет Новой Зеландии.
В марте 2009 года исследовательский институт AgResearch объявил о планах объединения с Университетом Линкольна. Впоследствии отношения вернулись к «обмену опытом».
18 ноября 2010 года было подтверждено, что Университет Линкольна объединится с Телфордским сельскохозяйственным политехническим институтом. Объединение произошло 1 января 2011 года.

## Герб
Герб Университета Линкольна был разработан и принят в 1940 году. Он в значительной степени основан на гербе Кентерберийской Ассоциации и её преемника — провинциального Совета Кентербери. При создании независимого сельскохозяйственного колледжа в 1896 году была разработана, а в 1899 году выгравирована официальная печать колледжа. Герб, использованный на ней, впоследствии был использован для разработки нового герба в 1940 году. В новом гербе нашли отражение три источника: эмблема провинции, печать Колледжа 1896 года и значок Ассоциации студентов, который использовался с 1919 года. Девиз, предложенный ветеринаром колледжа, А. Тейлором, звучит как лат. Scientia et Industria cum Probitate («Единство науки и промышленности»). Элементы герба провинции Кентербери (1849) — стропило, крест и паллий епископа, были использованы в новом гербе Университета. Голгофский крест и паллий символизируют сильную связь Кентерберийской Ассоциации, а позже провинции Кентербери с церковью. На печати колледжа 1896 года изображены овечья голова, ступка и пестик, которые также появились на гербе. Эмблема студенческой ассоциации представляла собой четверочастный щит с символами сельского хозяйства и монограммой CAC на овальном медальоне в центре щита. Эта эмблема использовалась до конца 1930-х годов, пока уполномоченный колледжем представитель Школы искусств Университета Кентербери, Дж. Джонстон (англ. J. A. Johnstone), не разработал дизайн нового герба, более правильного с геральдической точки зрения. Несмотря на то, что новый герб был одобрен Геральдической Коллегией и пожалован колледжу в 1940 году, а студенческой ассоциации в 1942 году, он не был зарегистрирован, так как колледж отказался от оплаты комиссии в 130 гиней.
Несмотря на то, что в настоящее время герб обычно представлен в монохромном варианте, существует и его цветная версия, однако она не является правильной с геральдической точки зрения. Цвет gilt, используемый в описании герба на английском языке, не имеет аналогов в русской геральдике и не является геральдическим цветом.

## Студенчество
Ассоциация студентов Университета Линкольна (англ. Lincoln University Students' Association, LUSA) действует с 1919 года. LUSA выступает в качестве представителя студенчества в политике университета, предоставляет адвокатские услуги для студентов и организует различные мероприятия в кампусе, такие как ежегодные Garden Party и O-Week для первокурсников.
LUSA является главным организатором и спонсором различных клубов в кампусе. Среди них есть клуб дегустаторов вина, отдел сноубордистов Линкольна (LSD), альпийский клуб, организация экологов (LEO), клуб гурманов, хор, клуб велосипедистов, клуб любителей регби, общество малайзийских студентов университета (LMSS), международный клуб регби, клуб любителей бокса, клуб юных фермеров и христианское братство Линкольна.

## Факультеты
- Факультет сельского хозяйства и биологии[13]: зоотехника, фермерство, садоводство, системная биология, компьютерное моделирование, пищевая промышленность и виноделие, энтомология, патология и защита растений, экология, охрана природы, эволюция, молекулярная генетика и биоразнообразие.
- Факультет коммерции[14]: бухгалтерский учёт, бизнес-менеджмент, экономика, финансы, маркетинг, имущественные отношения.
- Факультет охраны окружающей среды, общества и дизайна[15]: природные ресурсы и сложные инженерные системы, экологическое проектирование, планирование ресурсов, транспортные исследования, ландшафтная архитектура, планирование и развитие маори и коренных народностей, менеджмент отдыха и развлечений, социальные науки, туризм, коммуникация, спортивные науки.

## Исследования
Правительственный фонд оценки качества исследований Performance Based Research Fund (PBRF) новозеландской Комиссии по высшему образованию (англ. Tertiary Education Commission) в 2003 году поставил Университет Линкольна на шестое место в своём рейтинге. Университет получил также увеличение финансирования научных исследований.

## Известные личности
* по данным различных источников:

### Выпускники
- Мегги Берри[англ.] — член Парламента Новой Зеландии
- Кол Кемпбелл[англ.] — телеведущий
- Тури Кэрролл[англ.] — президент национального Совета маори
- Дэвид Картер[англ.] — министр первичных отраслей Новой Зеландии
- Энди Далтон — игрок, бывший капитан сборной Новой Зеландии по регби
- Робби Динс[англ.] — тренер национальной сборной Австралии по регби
- Джонатан Элворти[англ.] — бывший член Парламента, министр лесного хозяйства[22]
- Джон Хейс[англ.] — член Парламента Новой Зеландии
- Родни Хайд[англ.] — политик
- Марк Инглис[англ.] — альпинист
- Аннабель Лангбейн[англ.] — писатель, повар
- Ричи МакКоу — капитан национальной сборной Новой Зеландии по регби
- Дон Маккиннон[англ.] — бывший член Парламента Новой Зеландии[23]
- Ройбен Торн[англ.] — капитан национальной сборной Новой Зеландии по регби
- Чарльз Апхем[англ.] — кавалер Креста Виктории
- Уилсон Уайнрей — капитан национальной сборной Новой Зеландии по регби
- Сэм Уайтлок[англ.] — игрок национальной сборной Новой Зеландии по регби

### Почётные степени
- Альфред Джабу[англ.] — заместитель главного министра Саравака
- Аллан Хаббард[англ.] — бизнесмен
- Боб Чарльз[англ.] — профессиональный игрок в гольф[англ.]
- Хелен Хагс[англ.] — экономист
- Маргарет Остин[англ.] — бывший политик
- Майк Мур — политик, бывший генеральный директор Всемирной Торговой Организации[англ.]
- Питер Элворти[англ.] — бывший глава Федерации фермеров[англ.]
- Тим Уоллис[англ.] — основатель авиашоу Warbirds over Wanaka[англ.]
- Типене О'Рейган[англ.] — бывший директор попечительского совета племени Нгаи Таху
- Вики Бак[англ.] — бизнес-леди, бывший мэр Крайстчерча
- Рональд Троттер[англ.] — бизнесмен

### Преподаватели
* по данным университета:
- Маргарет Остин[англ.]
- Роджер Филд[англ.]
- Томас Кирк
- Бьянка Ван Рэнджелроой[англ.]

### Лауреатыстипендии Родса
* по данным различных источников:
- 1940 Генри Гарретт
- 1951 Ллойд Эванс[англ.]
- 1986 Форбс Элворти[англ.]
- 1991 Грант Эдвардс[англ.]